# Генерал-поручик

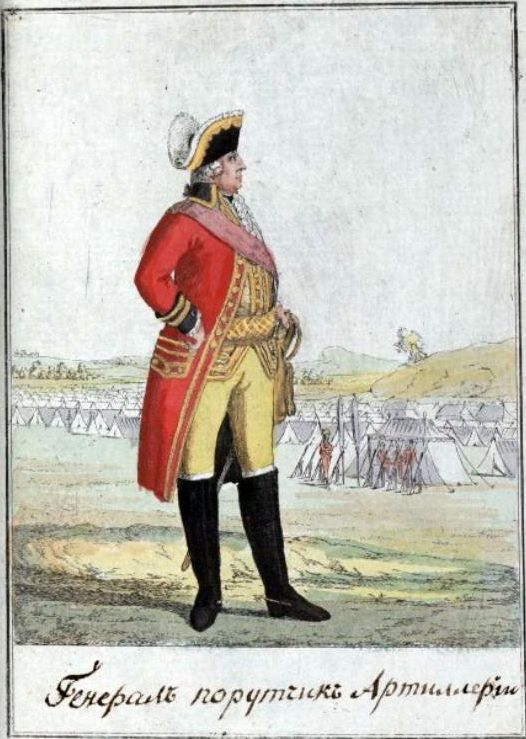
Мундир генерал-поручика артиллерии (1793 год)

Генерал-поручик — воинский чин в Русской армии XVII — XVIII веков, а также воинское звание в армии Украинской Народной Республики и Украинской Национальной армии нацистской Германии. 
На конец XIX столетия указано что Генерал-поручик, прежде существовавший чин, соответствующий дивизионному генералу. Ранее в литературе писался как Генерал-порутчик (см. рисунок).

## В России
В России слово генерал появляется впервые при русском царе Алексее Михайловиче.

### Русское войско
В Русском войске воинское звание младше полного генерала и старше генерал-майора впервые было присвоено в 1656 году военачальнику шотландского происхождения Т. Далейлю (имевшему аналогичное звание генерал-лейтенанта в английской армии). В 1659 году полковнику Николаю Бауману было присвоено звание генерал-поручика (минуя звание генерал-майора) за отличие в Конотопской битве. 
Следующим звание генерал-поручика русской службы получил Уильям Драммонд (1663 год). Так звание генерал-поручика в русской армии стало регулярным.
В 1676 году первым из полковников русского происхождения это звание получил В. А. Змеев; позже звание генерал-поручика получали те военачальники русского происхождения, которые вскоре достигли высшего звания полного генерала: А. А. Шепелев, М. О. Кровков и Г. И. Косагов.
Во время Второго Азовского похода (1696 год) князь И. М. Кольцов-Мосальский назначен товарищем (заместителем) воеводы Большого полка боярина А. С. Шеина и произведён в генерал-поручики.

### Армия Петра I
В армии Петра I существовало раздельное командование пехотой (инфантерией) и конницей (кавалерией), так ими командовали в:
1703 год
- генерал-поручик от конницы:
  - Г. Г. фон Розен — летом 1706 года лишён активной команды, в 1708 году уволен со службы.
- генерал-поручик от инфантерии:
  - А. А. фон Шенбек (Шимбек) — уволен со службы по окончании кампании 1705 года.

1704 год
- от кавалерии:
  - А. Д. Меншиков — с 1705 года генерал от кавалерии, с 1709 года генерал-фельдмаршал.
- от пехоты:
  - И. Р. Паткуль — в декабре 1705 года арестован саксонцами, передан шведам и казнён в 1707 году.

1705 год
- от кавалерии:
  - К. Э. Ренне — с 1709 года генерал от кавалерии.
- от пехоты:
  - И. И. Чамберс — в отставке с 1708 года.
  - Г. Г. Востромирский — попал в плен в феврале 1706 года и вернулся на службу к саксонскому курфюрсту
  - Л. Н. Алларт — с 1707 года генерал
  - В. Венедигер — умер в Гродно в феврале 1706 года

1706 год
- от артиллерии:
  - Я. В. Брюс — с 1710 года генерал-фельдцейхмейстер.

1707 год
- от кавалерии:
  - Р. Х. Баур — с 1717 года генерал от кавалерии
  - И. Гейнскин

1708 год
- от кавалерии:
  - Г. Гейн
  - Г. К. Флуг
  - принц Гессен-Дармштадт (убит в битве при Лесной)
- от пехоты:
  - Ф. И. Беллинг.
  - С. Ренцель.
  - М. М. Голицын — с 1714 года генерал-аншеф, с 1725 года генерал-фельдмаршал.
  - П. Дальбон.

После Полтавской битвы (1709) звание генерал-поручика получили:
- - Пётр I — наименован «первым генерал-поручиком».
  - Н. Г. фон Верден.

Одновременно в качестве синонима использовали чин генерал-лейтенант. Во второй половине Северной войны генерал-лейтенант в качестве наименования чина III класса (согласно Табели о рангах 1722 года, чин III класса соответствовал чину вице-адмирала и тайного советника) вытеснило использование чина генерал-поручик.

### ПриЕлизавете Петровне
В 1741 году новая императрица Елизавета Петровна вернула чин генерал-поручик вместо генерал-лейтенанта.
- А. А. Черкасский
- А. Б. де Бальмен
- А. П. Ермолов
- К.Е. фон Гантвиг

В 1798 году чин генерал-поручик снова заменён чином генерал-лейтенанта.

## На Украине и в нацистской Германии

Погоны Украинской национальной армии (УНА), 1945 год.
12 — генерал-хорунжий;
13 — генерал-поручик;
14 — генерал-полковник

Генерал-поручик — звание генеральского состава в армии Украинской Народной Республики и Украинской Национальной армии нацистской Германии.
Второе по степени генеральское звание после генерал-хорунжего, и ниже генерал-полковника.